# Ковалево (Поморське воєводство)
Ковалево (пол. Kowalewo) — село в Польщі, у гміні Шемуд Вейгеровського повіту Поморського воєводства.
Населення — 138 осіб (2011).
У 1975-1998 роках село належало до Гданського воєводства.

## Демографія
Демографічна структура станом на 31 березня 2011 року:
|          | Загалом | Допрацездатний вік | Працездатний вік | Постпрацездатний вік |
| -------- | ------- | ------------------ | ---------------- | -------------------- |
| Чоловіки | 75      | 15                 | 57               | 3                    |
| Жінки    | 63      | 18                 | 34               | 11                   |
| Разом    | 138     | 33                 | 91               | 14                   |